# Харви, Колин
Джеймс Колин Харви (англ. James Colin Harvey; род. 16 ноября 1944, Ливерпуль, Англия) — английский футболист, полузащитник.

## Карьера

### Клубная карьера
С 15 лет занимался футболом в молодёжной команде «Эвертона», а в 18 лет в 1963 году дебютировал за его основную команду.
Начиная с сезона 1964/65, Харви стал постоянным игроком основного состава «Эвертона». Вместе с партнёрами по команде в 1966 году завоевал Кубок Англии. Всего за одиннадцать сезонов в клубе принял участие в 320 матчах, в которых забил 18 голов.
Завершил профессиональную игровую карьеру в 1976 году в клубе «Шеффилд Уэнсдей», за который выступал с 1974 года.

### Карьера в сборной
В 1971 году Харви провёл свой единственный матч в составе национальной сборной Англии.

### Тренерская карьера
В 1987 году Харви стал тренером «Эвертона» и завоевал с ним Суперкубок 1987 года.